# Sara Valdés Bolaño
Sara Valdés Bolaño (Ciudad de México; 27 de enero de 1962) es una diplomática mexicana. Desde 2015 se desempeña como embajadora de México en la República Socialista de Vietnam.

## Estudios y vida académica.
Realizó sus estudios de licenciatura en la Facultad de Ciencias Políticas y Sociales de la UNAM, así mismo estudió la Licenciatura de Ciencias Sociales de la Escuela de Altos Estudios de Ciencias Sociales EHESS, en París, Francia. Cuenta con dos maestrías: una en Historia Social por la Universidad de París I, Panteón-Sorbona, Francia; y otra en Políticas Culturales y Acción Artística por la Universidad de Borgoña, también en Francia. Además tiene un Doctorado en Historia Social por  la Universidad de París I, Panteón-Sorbona.
Ha sido docente y ha impartido ponencias en instituciones académicas en México  como el Instituto Matías Romero,  la Facultad de Ciencias Políticas y Sociales de la UNAM, la Universidad Iberoamericana, el ITESM -Campus Ciudad de México- y la Universidad de las Américas de Puebla y en el exterior en el 
Colegio Europeo de Brujas, Bélgica, la Universidad de Hanói y el Instituto de Estudios Políticos Ho Chi Minh en Vietnam; sobre temas de política exterior de México, incluidas las relaciones con África, con Medio Oriente, con Asia y con la Unión Europea; así como sobre la cooperación cultural internacional de México.

## Carrera diplomática
La Embajadora Valdés Bolaño, diplomática de carrera y miembro del Servicio Exterior Mexicano desde 1991. En 2012, ascendió al rango de Ministra y en  2017 ascendió al rango de Embajadora. En la Secretaría de Relaciones Exteriores se ha desempeñado como Subdirectora en la Dirección General de Asuntos Culturales, como Directora de Cooperación Cultural y como directora general para África y Medio Oriente.

### Actividades en el extranjero
De 1992 a 1997 estuvo adscrita como agregada cultural en la Embajada en Bélgica. De 2000 a 2002 estuvo encargada de relaciones con el Parlamento Europeo y asesora diplomática del Titular de la Misión de México ante la Unión Europea, quien está encargado también del secretariado del mecanismo América Latina y el Caribe (ALCUE). Del 2006 al 2008 fue Jefe de Cancillería en la Embajada de México en Irlanda. Posteriormente se desempeñó como Directora del Instituto Cultural de México en Francia del 2012 al 2015. Durante este tiempo impulsó que se llevara a cabo por primera vez la celebración de la “Fiesta de las Luces” en la Ciudad de México junto con el Instituto Francés de América Latina (IFAL).
En abril de 2015 fue nombrada Embajadora de México en la República Socialista de Vietnam, así como concurrente ante el Reino de Camboya.